# 薛志国
薛志国（1965年—），内蒙古敖汉旗人，汉族，中华人民共和国政治人物、第十二届全国人民代表大会内蒙古地区代表。
毕业于赤峰师专数学专业，加入中国共产党，担任北京市保安服务总公司怀柔分公司从事保安工作，任怀柔分公司望京经营部经理。2013年，被选为全国人大代表。2018年2月24日，当选为第十三届全国人大代表。